# 진화심리학
진화심리학(進化心理學, 영어: Evolutionary psychology, EP)은 인간을 포함한 동물(유기체)의 심리를 생태학적이고 진화학적인 관점에서 이해하려는 학문이다. 진화심리학은 신경계를 가지고 있는 동물에는 모두 적용할 수 있지만, 주로 인간의 심리를 연구한다. 특히, 진화심리학은 두뇌가 많은 기능적 매커니즘을 포함한다고 주장하는데, 이 매커니즘들은 자연선택에 의해 진화된 심리학적 적응 혹은 진화된 심리학적 기작(공무합체 Psychological Mechanisms, EPMs)라고 불린다. EPMs의 대표적인 사례는 시각, 청각, 기억, 운동 제어 등이다. 이보다 논란이 되는 사례들은 근친상간을 피하는 기작, 사기꾼 탐기 기작, 그리고 성에 따른 짝짓기 선호와 전략, 그리고 공간 인지 등에 관한 것이다. 대부분의 진화심리학자들은 EPMs가 성차나 연령에 따른 차이를 제외하고는 한 종에 있어서 보편적이라고 주장한다.
진화심리학은 인지심리학과 진화생물학에 뿌리를 두고 있다. 또한 행동생태학, 인공지능, 유전학, 동물행동학, 인류학, 고고학, 생물학, 동물학 등에도 크게 의존한다. 진화심리학은 사회생물학과 긴밀히 연결되어 있지만, 영역 일반에 적용되는 기작보다는 특정한 영역에 적용되는 기작에 강조, 현재 적응도의 척도의 유관성, 불일치 이론의 중요성, 행위보다는 심리의 강조 등에서 핵심적인 차이가 존재한다. 그러나 많은 진화심리학자들은 마음이 영역에 고유한 기작과 영역-일반적인 기작 모두로 구성되어있다고 주장하고, 특히 진화발달심리학자들이 그렇다. 대부분 사회생물학적 연구는 이제 행동 사회생태학의 영역에서 수행되고 있다.
진화심리학이라는 용어가 과학에서 만들어진 것은 아마도 1973년 기셀린의 논문에서 일 것이다. 제롬 바코우, 레다 코스니즈, 존 투비는 그 용어를 매우 영향력있는 1992년 저서 <적응된 마음: 진화심리학과 문화의 형성>에서 대중화시켰다. 진화심리학은 경제학, 공격성, 법, 정신의학, 정치학, 문학, 그리고 성 등을 포함하는 다양한 분야의 연구들에 적용되어 왔다.

## 관련 서적
- 딜런 에번스 '진화심리학 (Introducing Evolutionary Psychology)'
- 데이비드 M. 버스 '진화심리학 (Evolutionary psychology: the new science of the mind. 4/E)'
- 스티븐 핑커 '마음은 어떻게 작동하는가 (How the mind works)'
- 로버트 라이트 '도덕적 동물 (Moral animal)'
- 데이비드 M. 버스 '욕망의 진화 (The Evolution of Desire: Strategies of Human Mating)'
- G.밀러 '메이팅 마인드 (Mating mind)'
- 데이비드 M. 버스 '이웃집 살인마 (The Murderer Next Door)'

## 같이 보기
- 진화
- 환경심리학
  - 깨진 유리창 이론
  - 나미비아 기본소득 실험
- 진화생물학
- 사회생물학
- 리처드 도킨스
  - 이기적인 유전자
- 사바나 원칙